# Acueducto de Diocleciano
El Acueducto de Diocleciano (en croata: Dioklecijanov akvadukt) es un acueducto en Split, Croacia construido por el Imperio romano para abastecer de agua al antiguo Palacio del emperador Diocleciano. El acueducto tenía 9 kilómetros de largo del río Jadro al palacio. El Acueducto de Diocleciano fue construido entre finales del siglo tercero después de cristo y principios del siglo cuarto. La longitud del acueducto fue de aproximadamente 9 km, con un desnivel hacia los puntos finales de 33 m. El acueducto  llevó el agua del río Jadro, a 9 kilómetros al noroeste del palacio de Diocleciano (centro de la ciudad de hoy) y trajo agua para el Palacio y pueblos de los alrededores. La parte mejor conservada del acueducto está cerca de Dujmovača (Solin) tiene una altura máxima de 16,5 m y una longitud de 180 m.